# Fritz-Peter Hager
Fritz-Peter Hager (* 1. August 1939 in Thun; † 15. Oktober 1997 in Adelboden) war ein Schweizer Hochschullehrer für historisch-systematische Pädagogik.

## Leben
Fritz-Peter Hager, der Sohn des Gastwirts Fritz Emil, verbrachte Kindheit und Schuljahre im Berner Oberland. Von 1958 bis 1961 studierte er Philosophie, Altphilologie und Pädagogik an der Universität Bern. Nach der Promotion 1961 mit der Arbeit Die Vernunft und das Problem des Bösen im Rahmen der platonischen Ethik und Metaphysik folgten Aufenthalte an verschiedenen Universitätsinstituten (am Thomas-Institut der Universität zu Köln, am Anthropologischen Institut der Stiftung Lucerna und an der Princeton University, USA), wo er seine Kenntnisse in der antiken Philosophie vertiefte.
Die Habilitation an der Universität Bern erfolgte 1969 mit der Habilitationsschrift Der Geist und das Eine. Von 1968 bis 1978 war Hager Assistent (ab 1972 Oberassistent) an der Universität Bern. Von 1978 bis 1997 lehrte er an der Universität Zürich, ab 1986 als Professor für historisch-systematische Pädagogik. Der Verdienst Hagers ist die Weiterentwicklung dieses lange Zeit unbesetzten Lehrstuhls, weshalb ihm eine wichtige Rolle in der Entwicklung des universitären Faches Pädagogik zugeschrieben wird.
Hager war Mitglied verschiedener internationaler Vereinigungen und Kommissionen wie des International Editorial Board der Paedagogica Historica oder der International Standing Conference for the History of Education (ISCHE). Er war Stiftungsrat der Peter Hans-Frey Stiftung, die Preise für pädagogische Verdienste verleiht. Er war als Gutachter für verschiedene in- und ausländische Institutionen und Stiftungen wie den Schweizerischen Nationalfonds oder die Fritz Thyssen Stiftung zur Förderung der wissenschaftlichen Forschung tätig. Er war Mitherausgeber der Pädagogischen Rundschau.
Im Oktober 1997 verstarb Fritz–Peter Hager im Alter von 59 Jahren überraschend im Amt.

## Lehre und Werk
Hagers Laufbahn als Wissenschaftler und Lehrbeauftragter war geprägt von der Thematik um Platon, seiner Metaphysik, Ethik und Pädagogik. Den Ausgangspunkt von Forschung und Lehre zur Geschichte und zu den philosophischen Grundlagen der Pädagogik bildeten für ihn die Nachwirkungen des pädagogischen Platonismus in der abendländischen Geistesgeschichte. Die philosophische Theologie der Antike stand im Mittelpunkt seiner Habilitationsschrift Der Geist und das Eine. Neben der antiken Philosophie erforschte er die theoretischen Arbeiten wichtiger Klassiker der Pädagogik wie Johann Amos Comenius, Jean-Jacques Rousseau, Johann Heinrich Pestalozzi, Johann Friedrich Herbart, Wilhelm Dilthey. Aus den unzähligen Publikationen Hagers ragen zwei Werke besonders hervor: die Reihe Studien zur Geschichte der Pädagogik und Philosophie der Erziehung und die Neuen Pestalozzi-Studien.
Die Forschung zur antiken Philosophie an der Universität Zürich wirkte sich auf seine Betrachtung der Pädagogik aus. Pädagogischen Strömungen wie die der empirischen oder der kritisch-emanzipatorischen Erziehungswissenschaften, die seit den 1970er-Jahren auch in Zürich präsent waren, stand er kritisch gegenüber. Pädagogik musste für ihn von einer philosophischen Grundlage beleuchtet werden. Nach seiner Ansicht können pädagogische Theorien nur anhand der ihnen zugrunde liegenden Menschenbilder und Erziehungsziele verstanden werden. Deshalb war es für ihn wichtig, dass die Pädagogik auf anthropologischen und ethischen Grundsätzen betrieben wird.
Diese «Notwendigkeit der philosophischen Reflexion pädagogischer Fragestellungen» gab Hager seinen Studenten weiter, wie zahlreiche Dissertationen aus jener Zeit belegen, die er in der Reihe Studien zur Geschichte der Pädagogik und Philosophie der Erziehung herausgab. Reinhard Fatke beschrieb seinen Lehrerkollegen im Nachruf als international anerkannten «Platon-Forscher», «wichtigen Comenius-Forscher» und «ausgewiesenen Rousseau-Kenner». Er erachtete ihn als «markanten Vertreter einer an der Tradition ausgerichteten Pädagogik auf philosophischer Grundlage».

## Publikationen (Auswahl)
- Die Vernunft und das Problem des Bösen im Rahmen der platonischen Ethik und Metaphysik. Haupt Verlag, Bern 1963.
- Der Geist und das Eine. Untersuchungen zum Problem der Wesensbestimmung des höchsten Prinzips als Geist oder als Eines in der griechischen Philosophie. Haupt Verlag, Bern 1969.
- Wesen, Freiheit und Bildung des Menschen. Philosophie und Erziehung in Antike, Aufklärung und Gegenwart. Haupt Verlag, Bern 1989, ISBN 3-258-04085-0.
- mit Daniel Tröhler: Reihe «Neue Pestalozzi-Studien».[3]

## Studien zur Geschichte der Pädagogik und Philosophie der Erziehung (Auswahl)
- Angela Tucek: Legitimierung pädagogischer Zielsetzungen bei den französischen Naturphilosophen La Mettrie und Helvétius. Haupt Verlag, Bern 1987, ISBN 3-258-03836-8.
- Daniel Tröhler: Philosophie und Pädagogik bei Pestalozzi. Haupt Verlag, Bern 1988, ISBN 3-258-03979-8.
- Jürg Rüedi: Die Bedeutung Alfred Adlers für die Pädagogik. Eine historische Aufarbeitung der Individualpsychologie aus pädagogischer Perspektive. Paul Haupt, Bern/Stuttgart 1988, ISBN 3-258-03975-5.
- Renata Rapp Wagner: Postmodernes Denken und Pädagogik. Eine kritische Analyse aus philosophisch-anthropologischer Perspektive. Haupt Verlag, Bern 1997, ISBN 3-258-05712-5.

## Akademische Ehrungen
- Fritz-Peter Hager, Ordinarius für historisch-systematische Pädagogik: Comenius-Medaille 1993